# 酊剂

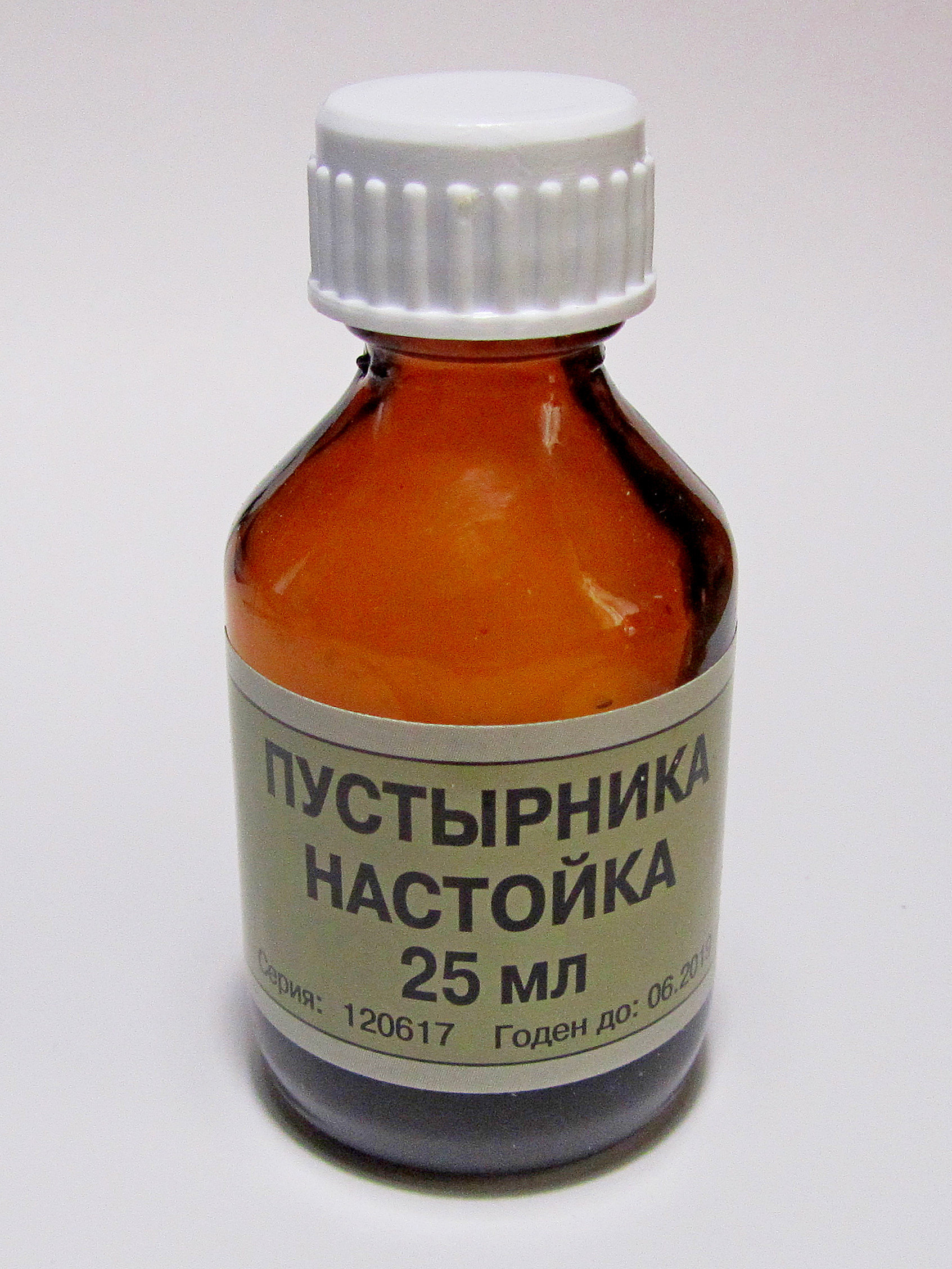
酊剂正面照

酊或称酊剂，是以乙醇为溶剂的植物或动物材料的提取物。溶剂浓度通常为25-60％，但亦可能高达90％。用于生产酊剂的其他溶剂包括醋、甘油、乙醚和丙二醇等。